# Närkes skogskarlars klubb
Närkes skogskarlarnas klubb (NSK), bildad 1932, är en lokalavdelning av Skogskarlarnas klubb som är en nordisk sammanslutning av ordenskaraktär, vars huvudsakliga uppgift är att under lämpliga former främja och stödja orienteringssporten. Invalda i klubben blir främst förtjänta aktiva och ledare från olika orienteringsklubbar. 